# حسن شفیع‌زاده
حسن شفیع‌زاده (زاده ۲۸ مرداد ۱۳۳۶ تبریز - درگذشته ۸ اردیبهشت ۱۳۶۶ ماووت) نظامی ایرانی بود، که در خلال جنگ ایران و عراق، فرماندهی توپخانهٔ قرارگاه خاتم‌الانبیاء سپاه پاسداران انقلاب اسلامی را برعهده داشت. او در عملیات‌های بیت‌المقدس، رمضان، مسلم بن عقیل، والفجر مقدماتی، والفجر یک، والفجر ۲، والفجر ۴، خیبر، بدر، والفجر ۸، کربلای ۴، کربلای ۵، کربلای ۸ حضور داشت و در خلال عملیات کربلای ۱۰، بر اثر اصابت ترکش گلوله به خودرویش، در منطقه ماووت کشته شد. وی بعنوان بنیانگذار یگان توپخانهٔ سپاه شناخته می‌شود.

## زندگی‌نامه
حسن شفیع‌زاده در سال ۱۳۳۶ در شهر تبریز زاده شد. وی از سال ۱۳۵۸ به عضویت سپاه پاسداران درآمد و در خلال مبارزه سپاه با حزب خلق مسلمان، مسئولیت سپاه تبریز را برعهده داشت. او در جریان جنگ ایران و عراق، با شماری از خمپاره‌اندازان تحت فرماندهی مهدی باکری، عازم جنوب کشور شد. پس از عملیات طریق‌القدس به ریاست ستاد تیپ ۲۵ کربلا منصوب شد و در عملیات فتح‌المبین معاونت فرماندهی تیپ ۳۳ المهدی (فارس) را برعهده داشت. وی بعدها توانست قبضه‌های به غنیمت گرفته‌شده از ارتش عراق را در توپخانه‌های لشکری و گردان‌های توپخانه سپاه، سامان بخشد. شفیع‌زاده در سمت فرمانده توپخانه سپاه در عملیات‌های بیت‌المقدس، رمضان، مسلم بن عقیل، والفجر مقدماتی، والفجر یک، والفجر ۲، والفجر ۴، خیبر، بدر، والفجر ۸، کربلای ۴، کربلای ۵، کربلای ۸ شرکت داشت. وی در تاریخ ۸ اردیبهشت ۱۳۶۶ در خلال عملیات کربلای ۱۰، در منطقهٔ ماووت، عراق، بر اثر اصابت ترکش گلوله توپ به خودرویش، کشته‌شد. شفیع‌زاده به‌همراه حسن تهرانی مقدم و غلامرضا یزدانی، از بنیان‌گذاران یگان موشکی و توپخانه سپاه پاسداران بودند.